# Đội tuyển Fed Cup Pakistan
Đội tuyển Fed Cup Pakistan đại diện Pakistan ở giải đấu quần vợt Fed Cup và được quản lý bởi Liên đoàn Quần vợt Pakistan.

## Lịch sử
Pakistan tham dự kì Fed Cup đầu tiên vào năm 1997.  Thành tích tốt nhất của đội là xếp thứ 3 ở Nhóm II năm 1999.

## Fed Cup 2011
Pakistan trở lại Fed Cup năm 2011 lần đầu tiên kể từ năm 2000. Pakistan đứng thứ 6 ở Nhóm II khu vực châu Á/châu Đại Dương và được đại diện trong năm 2011 bởi các vận động viên hàng đầu như Sara Mahboob, Saba Aziz, Sara Mansoor và Ushna Suhail.